# Sân bay quốc tế San Bernardino

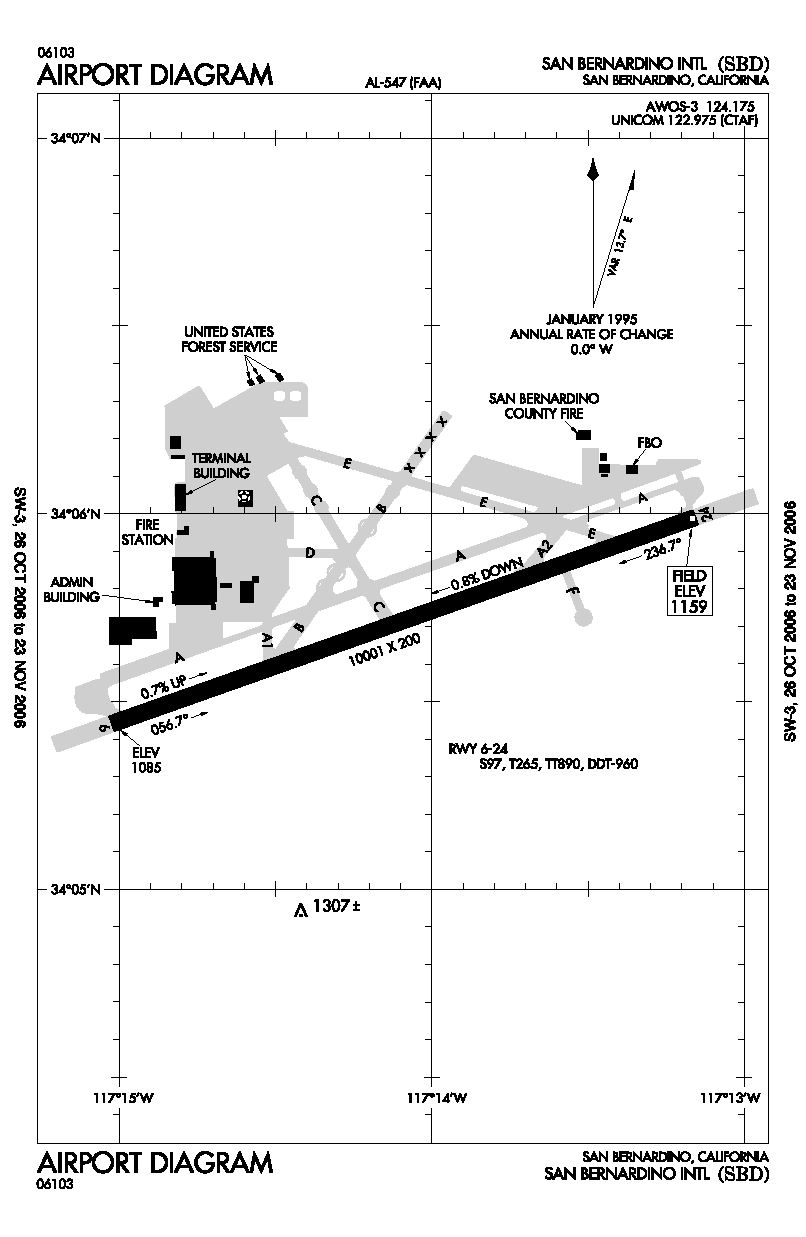
Sơ đồ sân bay

Sân bay quốc tế San Bernardino (IATA: SBD, ICAO: KSBD, LID FAA: SBD)  là một sân bay có cự ly 3 km về phía đông nam trung tâm thương mại thành phố San Bernadino, quận San Bernadino, tiểu bang California, Hoa Kỳ. Đây là một trong các sân bay phục vụ vùng Đại Los Angeles. Sân bay có diện tích 1.329 mẫu Anh (538 ha) và có một đường băng. 